# Gualeguaycito
Gualeguaycito é uma junta de governo da província de Entre Ríos, na Argentina.